# American Music Awards 1976
Die dritten American Music Awards wurden von der American Broadcasting Company (ABC) am 31. Januar 1976 ausgestrahlt. Die Veranstaltung fand im Santa Monica Civic Auditorium in Santa Monica, Kalifornien statt. Moderatoren waren Glen Campbell, Aretha Franklin und Olivia Newton-John.
Mit je drei Awards erhielten Olivia Newton-John sowie John Denver die meisten Auszeichnungen.

## Gewinner und Nominierte
| Kategorie                        | Gewinner                                        | Nominierungen                                                                               |
| -------------------------------- | ----------------------------------------------- | ------------------------------------------------------------------------------------------- |
| Pop/Rock Category                |                                                 |                                                                                             |
| Favorite Pop/Rock Male Artist    | John Denver                                     | Elton John Neil Sedaka                                                                      |
| Favorite Pop/Rock Female Artist  | Olivia Newton-John                              | Helen Reddy Linda Ronstadt                                                                  |
| Favorite Pop/Rock Band/Duo/Group | Tony Orlando and Dawn                           | Eagles Earth, Wind and Fire                                                                 |
| Favorite Pop/Rock Album          | Olivia Newton-John – Have You Never Been Mellow | Eagles – One of These Nights Elton John – Greatest Hits                                     |
| Favorite Pop/Rock Song           | Glen Campbell – Rhinestone Cowboy               | Captain & Tennille – Love Will Keep Us Together Elton John – Philadelphia Freedom           |
| Soul/R&B Category                |                                                 |                                                                                             |
| Favorite Soul/R&B Male Artist    | Barry White                                     | James Brown Smokey Robinson                                                                 |
| Favorite Soul/R&B Female Artist  | Aretha Franklin                                 | Gwen McCrae Minnie Riperton                                                                 |
| Favorite Soul/R&B Band/Duo/Group | Gladys Knight & the Pips                        | Earth, Wind and Fire KC and the Sunshine Band                                               |
| Favorite Soul/R&B Album          | The Temptations – A Song for You                | Earth, Wind and Fire – That’s the Way of the World Ohio Players – Five                      |
| Favorite Soul/R&B Song           | KC and the Sunshine Band – Get Down Tonight     | Gwen McCrae – Rockin’ Chair Love Unlimited – I Belong to You                                |
| Country Category                 |                                                 |                                                                                             |
| Favorite Country Male Artist     | John Denver                                     | Charlie Rich Merle Haggard                                                                  |
| Favorite Country Female Artist   | Olivia Newton-John                              | Linda Ronstadt Loretta Lynn                                                                 |
| Favorite Country Band/Duo/Group  | Donny Osmond & Marie Osmond                     | Conway Twitty & Loretta Lynn The Statler Brothers                                           |
| Favorite Country Album           | John Denver – Back Home Again                   | Freddy Fender – Before the Next Teardop Falls Olivia Newton-John – A Very Special Love Song |
| Favorite Country Song            | Glen Campbell – Rhinestone Cowboyl              | Freddy Fender – Before the Next Teardop Falls Willie Nelson – Blue Eyes Crying in the Rain  |
| Ehrenpreis                       |                                                 |                                                                                             |
| Irving Berlin                    |                                                 |                                                                                             |